# Felsőkomaróc
Felsőkomaróc (szlovákul: Komárov) község Szlovákiában, az Eperjesi kerület Bártfai járásában.

## Fekvése
Bártfától 7 km-re keletre, a Tapoly jobb partján fekszik.

## Története
A település területén már a korai bronzkorban is éltek emberek.
1355-ben a makovicai uradalom birtokjegyzékében említik először. 1427-ben 36 portát számláltak a faluban. 1473-ban Bártfa város birtoka lett. 1492-ben épült régi temploma. A 15. században a lengyelek elleni harcokban a település elnéptelenedett. A 16. századtól malom és fűrésztelep működött a községben. A 18. századtól a Büdöskúthy család birtoka volt. Lakói mezőgazdasággal, állattartással, erdei munkákkal foglalkoztak.
A 18. század végén Vályi András így ír róla: „KOMARÓCZ. Komarno.Tót falu Sáros Várm. földes Ura Bideskúti Uraság, lakosai katolikusok, fekszik Hrabócznak szomszédságában, és annak filiája, határja jó, réttyei kétszer kaszáltatnak, legelőjök, fájok elég van.”
Fényes Elek 1851-ben kiadott geográfiai szótárában így ír a faluról: „Komarócz, Sáros v. tót falu, a Tapoly mellett, Bártfához keletre 1 mfld: 331 kath., 31 zsidó lak. Mind földe, mind rétje igen jó; erdeje, vizimalma, s két nemes udvara van. F. u. Bideskuthy.”
A trianoni diktátum előtt Sáros vármegye Bártfai járásához tartozott.
A II. világháborúban egyike volt azon szerencsés településeknek, melyeket elkerültek a harcok.

## Népessége
| Év:            | 1994. | 2004.   | 2014.   | 2024.    |
| -------------- | ----- | ------- | ------- | -------- |
| Emberek száma: | 398   | 408     | 424     | 473      |
| Eltérés:       |       | +2,51 % | +3,92 % | +11,55 % |

| Év:            | 2023. | 2024.   |
| -------------- | ----- | ------- |
| Emberek száma: | 462   | 473     |
| Eltérés:       |       | +2,38 % |

1910-ben 210, túlnyomórészt szlovák lakosa volt.
2001-ben 409 lakosából 408 szlovák volt.
2011-ben 430 lakosából 415 szlovák.

## Nevezetességei
Szent István király tiszteletére szentelt római katolikus temploma 1856-ban épült.